# Abd Allah ibn Ta'Allah al-Kumi
Abd Allah ibn Ta'Allah al-Kumi, arabisch عبد الله بن طاع الله الكومي, DMG ʿAbd Allāh b. Ṭāʿ Allāh al-Kūmī, war im Jahr 1203 der erste almohadische Wālī auf Mallorca.

## Leben
Im Jahr 1203 hatten die Almohaden Mallorca endgültig für sich erobert und dessen letzten Herrscher Abd Allah ibn Ishaq ibn Ghaniya aus der almoravidischen Dynastie der Banu Ghaniya hingerichtet. Eigentliches Kriegsziel der Almohaden war jedoch die mit der Eroberung verbundene Demoralisierung der in Ifrīqiya (Nordafrika) kämpfenden Ghaniyiden, die somit von ihrer heimatlichen Basis abgeschnitten wurden. Als ihren ersten Wālī (Gouverneur) in Mallorca setzten die Almohaden von der Hauptstadt Marrakesch aus Abd Allah ibn Ta'Allah al-Kumi ein. Ab diesem Zeitpunkt sollten die Balearen für knapp 30 Jahre einen integralen Bestandteil des Almohadenkalifats bilden.
Über das Leben Abd Allahs ist nicht viel bekannt, denn er war nur für relativ kurze Zeit im Jahr 1203 im Amt. Er wurde später zum Admiral der Almohadenflotte befördert. Sein Nachfolger war Abu Said ibn Tujan, der dann von 1204 bis 1208 auf Mallorca regierte.
| Vorgänger                            | Amt                    | Nachfolger         |
| ------------------------------------ | ---------------------- | ------------------ |
| Abd Allah ibn Ishaq ibn Ghaniya Emir | Wālī von Mallorca 1203 | Abu Said ibn Tujan |

| Personendaten    | Personendaten                  |
| ---------------- | ------------------------------ |
| NAME             | Abd Allah ibn Ta'Allah al-Kumi |
| KURZBESCHREIBUNG | Wālī von Mallorca              |
| GEBURTSDATUM     | 12. Jahrhundert                |
| STERBEDATUM      | 13. Jahrhundert                |